# Liste der Botschafter der Vereinigten Staaten in Israel
Die Liste der Botschafter der Vereinigten Staaten in Israel bietet einen Überblick über die Leiter der US-amerikanischen diplomatischen Vertretung in Israel seit 1948. Die Vereinigten Staaten waren das erste Land, das den Staat Israel am 14. Mai 1948 de facto anerkannte – nur wenige Minuten, nachdem dieser sich für unabhängig erklärt hatte. Die De-jure-Anerkennung erfolgte am 31. Januar 1949. Kurz darauf wurde die Botschaft der Vereinigten Staaten in Tel Aviv eröffnet; James Grover McDonald nahm als erster Botschafter der Vereinigten Staaten am 28. März 1949 seine Arbeit auf. Seit Mai 2018 befindet sich die US-Botschaft in Jerusalem.

## Botschafter
| Amtszeit  | Name                    | ernannt von          |
| --------- | ----------------------- | -------------------- |
| 1949–1950 | James Grover McDonald   | Harry S. Truman      |
| 1951–1953 | Monnett Bain Davis      | Harry S. Truman      |
| 1954–1959 | Edward B. Lawson        | Dwight D. Eisenhower |
| 1959–1961 | Ogden R. Reid           | Dwight D. Eisenhower |
| 1961–1973 | Walworth Barbour        | John F. Kennedy      |
| 1973–1975 | Kenneth Keating         | Richard Nixon        |
| 1975–1976 | Malcolm Toon            | Gerald Ford          |
| 1977–1985 | Samuel W. Lewis         | Jimmy Carter         |
| 1985–1988 | Thomas R. Pickering     | Ronald Reagan        |
| 1988–1992 | William Andreas Brown   | Ronald Reagan        |
| 1992–1993 | William Caldwell Harrop | George Bush          |
| 1994      | Edward Djerejian        | Bill Clinton         |
| 1995–1997 | Martin Indyk            | Bill Clinton         |
| 1997–2000 | Edward S. Walker        | Bill Clinton         |
| 2000–2001 | Martin Indyk            | Bill Clinton         |
| 2001–2005 | Daniel C. Kurtzer       | George W. Bush       |
| 2005–2008 | Richard Jones           | George W. Bush       |
| 2008–2011 | James B. Cunningham     | George W. Bush       |
| 2011–2017 | Daniel B. Shapiro       | Barack Obama         |
| 2017–2021 | David M. Friedman       | Donald Trump         |
| 2021–2023 | Thomas R. Nides         | Joe Biden            |
| 2023      | Stephanie Hallett       | Joe Biden            |
| 2023–2025 | Jack Lew                | Joe Biden            |
| 2025–     | Mike Huckabee           | Donald Trump         |